# Tagebau Jwaneng
Der Tagebau Jwaneng ist ein Diamanttagebau in Botswana. Gemessen am Wert der dort erwarteten Diamanten gilt die Lagerstätte als reichste ihrer Art auf der Welt.

## Geographie

### Lage
Der Tagebau liegt nördlich der Stadt Jwaneng, 120 km Luftlinie (164 km Straße) westlich der Hauptstadt Gaborone. Der ovale Tagebau besitzt an seiner Oberfläche eine Ausdehnung von etwa 2,3 mal 1,6 Kilometern.

### Geologie
Die Lagerstätte Jwaneng besteht aus vier Kimberlitschloten, die im Perm, vor etwa 240–250 Millionen Jahren die Schiefer, Dolomite und Quarzite der Pretoria-Gruppe der Transvaal-Supergroup-Struktur  durchbrochen haben. Die oberste Überdeckung bilden rötliche Kalaharisande sowie darunter lagernde Sequenzen aus geröllhaltigen Karbonatzementen mit einer gemeinsamen Mächtigkeit von bis zu 60 Metern.

## Geschichte
1972 wurden im Naledi River Valley Diamanten entdeckt. Infolgedessen errichtete das Unternehmen Debswana an der Stelle einen Tagebau, der im August 1982 feierlich vom damaligen Präsidenten Botswanas, Ketumile Masire, eröffnet wurde. Im Jahr 2000 erreichte Jwaneng als erstes Bergwerk des Landes den ISO-14001-Standard.

## Förderung

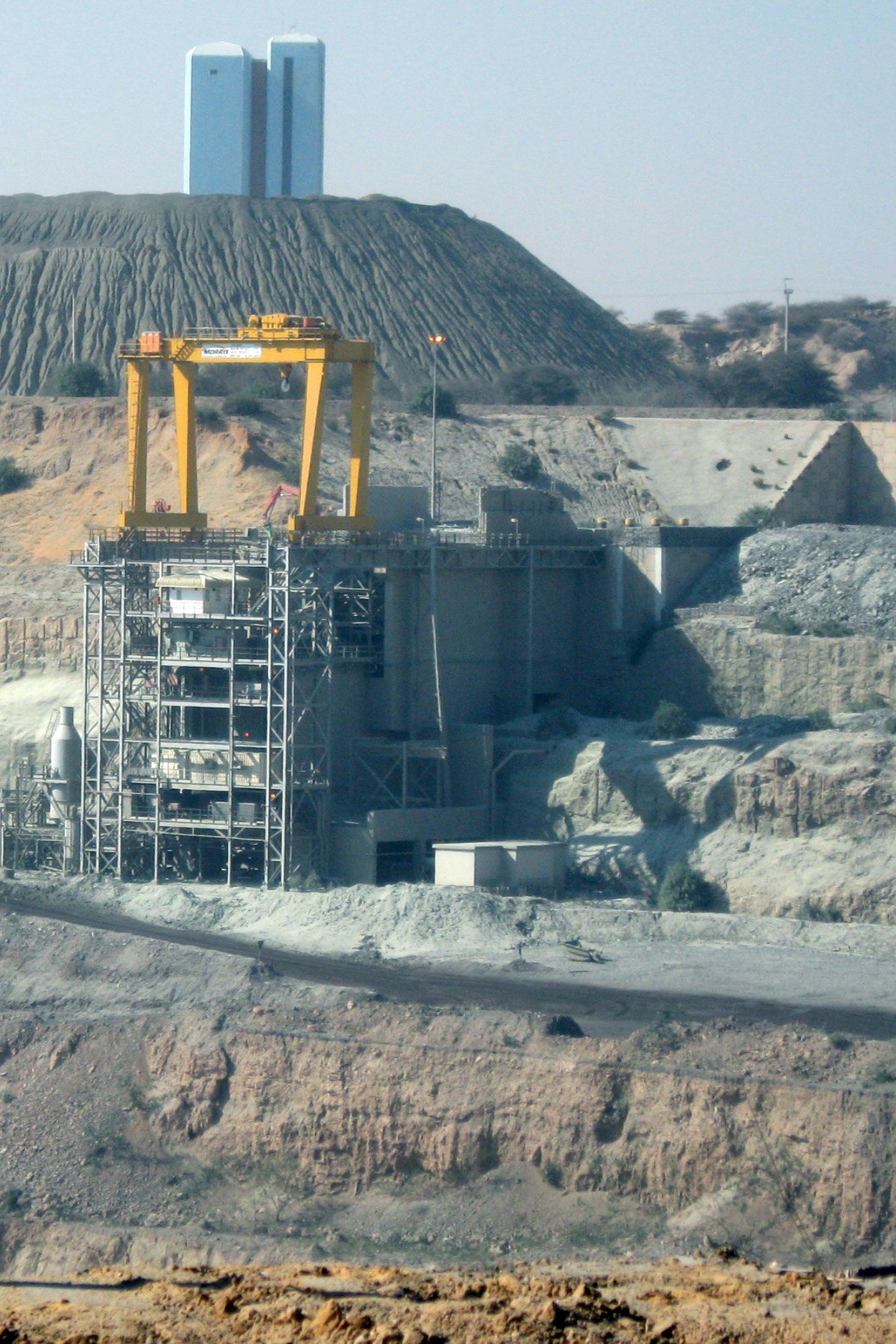
Aufbereitungsanlage

Im Jahr 2015 wurden in Jwaneng Diamanten mit einer Gesamtgröße von 10,5 Millionen Karat gefördert. Die Lagerstätte weist mit 1,25 Karat/Tonne eine hohe Diamantdichte auf, einer der Gründe, weshalb sie als die reichste Lagerstätte weltweit gilt. Die Tagebausohle erreichte 2015 eine Tiefe von rund 400 Metern, die bis 2017[veraltet] auf 624 Meter anwachsen sollte. Mit den 2012 festgestellten Reserven von rund 88,3 Millionen Karat liegt die Lagerstätte auf Platz acht weltweit. Schätzungen zufolge soll das Vorkommen nicht vor 2025 versiegen.